# Black Angels
BLACK ANGELS je pražský florbalový klub založený v roce 2006. Klub působí na severu Prahy a své sídlo má v Letňanech.
Mužský tým hraje od sezóny 2024/2025 třetí nejvyšší soutěž, Národní ligu, kam musel sestoupit ze Superligy poté, co neobdržel licenci na dvě nejvyšší soutěže. Velká část superligového týmu ale v soutěži pokračuje ve společném projektu se Sokoli Pardubice, pod názvem BA Sokoli Pardubice. Samotní Black Angels hráli Superligu čtyři ročníky, od sezóny 2019/2020. V ročnících 2020/2021, 2021/2022 a 2022/2023 se probojoval do čtvrtfinále superligového play-off. V roce 2019 tým zvítězil na turnaji Czech Open v kategorii Pro a v roce 2021 postoupil do semifinále Poháru Českého florbalu.
Klub měl i ženský tým, který v sezónách 2020/2021 až 2023/2024 hrál 1. ligu. Již v druhé prvoligové sezóně dosáhl svého nejlepšího výsledku, kdy se probojoval do finále a baráže o postup do Extraligy. V roce 2024 klub postoupil svou ženskou složku včetně týmu žen klubu Prague Tigers.

## Muži

### Sezóny
| Sezóna    | Úroveň | Soutěž              | Umístění | Poznámka |
| --------- | ------ | ------------------- | -------- | --- |
| 2013/2014 | 3      | 2. liga             | 3.       | Výhra v play-up v zápase o 3. místo proti FbC 98 Chomutov – Výhra v baráži proti FBC Vikings Kopřivnice – Postup do vyšší ligy |
| 2014/2015 | 2      | 1. liga             | 11.      | Výhra v 2. kole play-down proti S.K. P.E.M.A. Opava                                                                            |
| 2015/2016 | 2      | 1. liga             | 9.       | Výhra v play-down proti Spartak Pelhřimov                                                                                      |
| 2016/2017 | 2      | 1. liga             | 7.       | Vypadnutí ve čtvrtfinále play-off proti TJ Znojmo LAUFEN CZ                                                                    |
| 2017/2018 | 2      | 1. liga             | 3.       | Vypadnutí v semifinále play-off proti TJ Sokol Královské Vinohrady                                                             |
| 2018/2019 | 2      | 1. liga             | 1.       | Vítězství ve finále play-off proti FBŠ Hummel Hattrick Brno – Postup do vyšší ligy                                             |
| 2019/2020 | 1      | Superliga florbalu  | 11.      | Sezóna ukončena po dvou vyhraných zápasech v 1. kole play-down proti Sokoli Pardubice                                          |
| 2020/2021 | 1      | Livesport Superliga | 8.       | Vypadnutí ve čtvrtfinále play-off proti Předvýběr.CZ Florbal MB                                                                |
| 2021/2022 | 1      | Livesport Superliga | 7.       | Vypadnutí ve čtvrtfinále play-off proti Tatran Střešovice                                                                      |
| 2022/2023 | 1      | Livesport Superliga | 7.       | Vypadnutí ve čtvrtfinále play-off proti 1. SC TEMPISH Vítkovice                                                                |
| 2023/2024 | 1      | Livesport Superliga | 11.      | Výhra v 1. kole play-down proti Sokoli Pardubice – Tým neobdržel licenci na dvě nejvyšší soutěže a sestoupil do Národní ligy   |
| 2024/2025 | 3      | Národní liga        |          | Vypadnutí v semifinále play-off proti FbC Písek                                                                                |

### Známí hráči
- Tomáš Hanák (2020–2022)

## Ženy

### Sezóny
| Sezóna                                             | Úroveň | Soutěž                  | Umístění | Poznámka                                                                                      |
| -------------------------------------------------- | ------ | ----------------------- | -------- | --------------------------------------------------------------------------------------------- |
| V předchozích sezónách hrál tým regionální soutěže |        |                         |          |                                                                                               |
| 2020/2021                                          | 2      | 1. liga (skupina Západ) |          | Sezóna ukončena po neúplných šesti odehraných kolech základní části.                          |
| 2021/2022                                          | 2      | 1. liga (skupina Západ) | 2.       | Prohra ve finále play-off proti Crazy girls FBC Liberec – Prohra v baráži proti Bulldogs Brno |
| 2022/2023                                          | 2      | 1. liga (skupina Západ) |          | Vypadnutí v semifinále play-off proti FBC Intevo Třinec                                       |
| 2023/2024                                          | 2      | 1. liga (skupina Západ) |          | Vypadnutí ve čtvrtfinále play-off proti FBC Dobruška                                          |
| Tým byl postoupen klubu Prague Tigers              |        |                         |          |                                                                                               |

### Známí trenéři
- Anet Jarolímová (2021–2024)

## Známí odchovanci
- Eliška Chudá
- Martin Kisugite